# Dimitrios Ioannidis
Dimitrios Ioannidis ( grec: Δημήτριος Ιωαννίδης, també: Ioannides; * 13 de març de 1923 a Atenes ; † 16 d'agost de 2010 a Nikea (Àtica)  ) va ser un militar oficial grec i membre de la junta militar que va governar Grècia de 1967 a 1974. Se'l va conèixer com el "dictador invisible".
Després d'haver completat la seva formació a l'Acadèmia Militar, on va graduar-se, esdevenint tinent el 1943, va començar la seva carrera d'oficial amb l' EDES, amb la qual va participar a la Guerra Civil Grega al bàndol dretà. De 1945 a 1949 va ser membre de la Guàrdia Nacional, la Brigada de Rimini i unitats especials que servien al camp d'internament de l'illa de Makronisos, on hi havia internats comunistes. Entre 1950 i 1959 va servir en diverses unitats completant la seva formació militar amb estudis a l'Escola d'Infanteria (1952), en guerra NBC (1954) i a l'Escola de Guerra (1956). El 1961 va participar en diversos programes d'entrenament avançat per a unitats d'infanteria a Alemanya. El 1963 va servir a Xipre.
Ioannidis va participar en el conegut com a cop d'estat dels coronels el 21 d'abril de 1967, però va romandre en un segon pla durant els anys següents de la dictadura militar, deixant Georgios Papadopoulos al capdavant del règim dels coronels . Era cap de la policia militar de l'ESA, que sota el seu lideratge es va convertir en una força temuda fins i tot pels civils. El 1970 va ser ascendit a coronel i el 1973 a general de brigada .
Després de la revolta estudiantil que hi va haver al Politècnic d'Atenes el novembre de 1973, Ioannidis va liderar un cop d'estat, va deposar Papadopoulos i va nomenar president el seu amic Phaidon Gizikis .
El 15 de juliol de 1974, Ioannidis va organitzar el cop d'estat de la Guàrdia Nacional a Xipre per enderrocar el govern d'aquest país liderat per l'arquebisbe Makarios III. En fer-ho, va revifar el conflicte de Xipre i va provocar la invasió de les forces turques pocs dies després, cosa que al seu torn va conduir al col·lapse de la junta militar grega i a la transició a la democràcia.
Ioannidis va ser arrestat i condemnat a cadena perpètua per traïció i altres delictes. Va complir la condemna que li varen imposar i va romandre a la presó fins a la seva mort a la presó de Korydallos, prop d'Atenes.